# Замахи на Леніна
Відомо про кілька замахів на Володимира Ілліча Леніна. Найвідоміший з них було скоєно 30 серпня 1918 року ймовірно Фанні Капланою, в результаті чого Ленін був важко поранений.

## Замахи в січні 1918 року
1 січня 1918 року в Петрограді відбулося перший замах на Леніна, в якому він був легко поранений кулею Фрідріх Платтен. За однією з версій ВЧК, організатором замаху 1 січня 1918 року був Дмитро Іванович Шаховської. Через кілька років перебування в еміграції князь І. Д. Шаховської оголосив, що організатором замаху був він і виділив на ці цілі п'ятсот тисяч рублів. Дослідник Річард Пайпс  вказує, що в цьому замаху виявився також замішаним один з колишніх міністрів Тимчасового уряду, кадет Н.В.Некрасов, який відразу після замаху, змінив своє прізвище на Голгофський, поїхав до Уфи, потім в Казань. У березні 1921 року він був арештований, відправлений у Москву і в травні, після зустрічі з В. В. Леніним, звільнений.
В середині січня в Петрограді зірвалося другий замах на Леніна: на прийом до М. Д. Бонч-Бруєвича з'явився з повинною солдат Спірідонов, який заявив, що він бере участь у змові «Союзу георгіївських кавалерів» і отримав завдання ліквідувати Леніна. У ніч на 22 січня ВЧК заарештував змовників в будинку 14 на Захарьєвській вулиці, в квартирі «громадянки Салової», однак потім їх всіх відправляють на фронт. Двоє з змовників, Зінкевич і Некрасов, згодом приєдналися до «білих» армій.

## Замах 30 серпня 1918 року

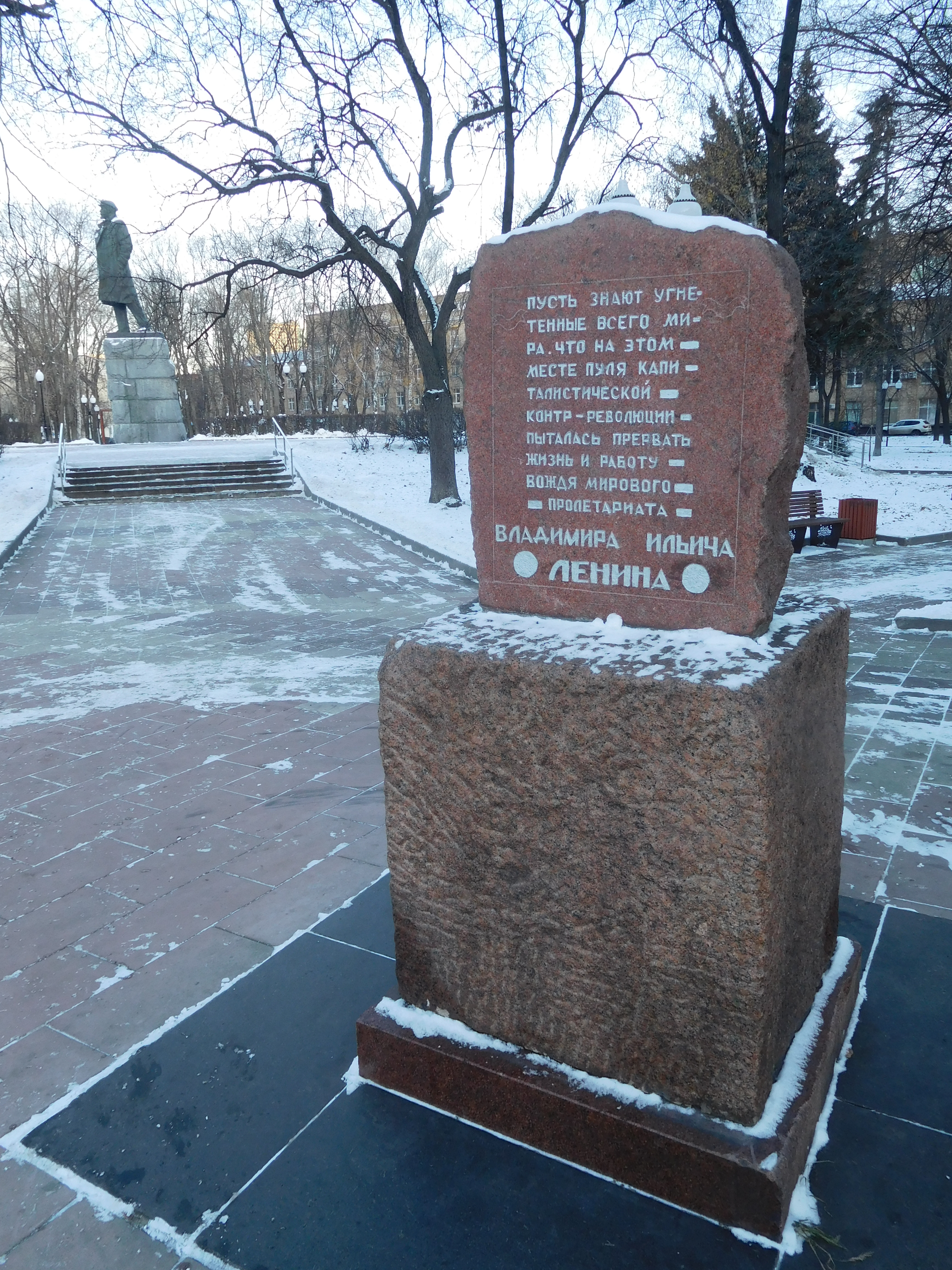
Пам'ятний камінь на місці замаху на Леніна 1918 року

30 серпня 1918 року на заводі Міхельсона в Москві на Леніна було скоєно замах, за офіційною версією — напівсліпою эсеркою Фанні Каплан. В результаті замаху Ленін отримав важке поранення (питання про організаторів і учасників замаху, а також причетності Фанні Каплан залишається нез'ясованим досі).

Вранці 30 серпня 1918 року в Петрограді був убитий голова Петроградської ЧК М.С.Урицький. Незважаючи на отримані звістки про це вбивство, в Москві не були прийняті додаткові заходи безпеки. Заплановані напередодні виступи членів Раднаркому на заводських мітингах, призначені на 18 годину вечора, не були скасовані. Ленін мав виступити на мітингу перед робітниками заводу Міхельсона. Він прибув на завод без охорони. Охорона була відсутня і на самому заводі. Промова Леніна на мітингу закінчилася словами: «Помремо, або переможемо!». Коли Ленін залишив завод і вже сідав в автомобіль, до нього підійшла жінка з скаргою, що на залізничних вокзалах конфіскують хліб. У цей момент, за однією з версій, Каплан зробила три постріли. Шофер Леніна, Степан Гіль, кинувся за невідомою, проте вона через деякий час зупинилася сама, була заарештована і доставлена на Луб'янку.
Ленін відразу після замаху знаходився без свідомості; лікарі виявили у нього небезпечне поранення в шию під щелепою, кров потрапила в легені, друга куля потрапила йому в руку. Третя — в жінку, що знаходилась поряд з Леніним в момент початку пострілів.
За офіційною версією чекістів, невідома є колишньою анархісткою Фанні Каплан, до революції причетною до замаху на київського генерал-губернатора; у засланні вона приєдналася до есерів. За зізнанням, Каплан симпатизувала режиму Комуча і лідеру есерів Чернову, а Леніна вирішила вбити як помсту за розгін Установчих Зборів.

Я застрелила Леніна, потому що я вважаю його зрадником. Через те, що він довго живе, настання соціалізму відкладається на десятиліття.

### Відомості, оприлюднені радянською владою в 1922 році під час судового процесу над есерами
Подробиці замаху, а вірніше те, що влада вирішила повідомити з цього приводу, стали відомі громадськості коли на початку 1922 року більшовицька влада вирішила провести перший відкритий політичний судовий процес над лідерами партії есерів. На процесі давали свідчення «есерівські бойовики» Р. В. Семенов-Васильєв і Л. Ст. Конопльова.
Згідно з показаннями Семенова-Васильєва, Бойова організація партії соціалістів-революціонерів відновила свою діяльність на початку 1918 року і в липні ліквідувала Володарського. Наступною основною метою був намічений Троцький, як військовий лідер більшовизму. Проте Троцький постійно переміщався між столицею і фронтом, тому, за словами Васильєва, «з технічних причин» було вирішено спочатку ліквідувати Леніна.
Під час підготовки замаху, Семенов виявив, що незалежно від нього таку ж підготовку веде Каплан, яку він охарактеризував, як «непохитного революційного терориста». Каплан приєдналася до групи Семенова; сама вона на допитах в ЧК стверджувала, що діяла самостійно, не представляючи жодну партію.
Перша спроба замаху була зроблена есерами 16 серпня на зборах Московського парткому, але у виконавця в останній момент здали нерви. Друга, вдала спроба була зроблена 30 серпня. Для неї Семенов призначив чергового з робітників Новікова, і виконавцем Каплан.
Паралельно есери спробували все ж здійснити замах на Троцького, зібравшись підірвати поїзд, на якому він відправлявся на фронт. Однак в останній момент Троцькому вдалося збити їх зі сліду, виїхавши іншим потягом.

### Версія про отруєну кулю
Довгий час існувала думка, що Леніна було поранено отруєною кулею. Зокрема, таке твердження наводить у своїй роботі «Більшовики в боротьбі за владу» історик Річард Пайпс, посилаючись на свідчення Семенова. Сам Семенов стверджував, що три кулі мали хрестоподібний надріз, в якій знаходилась отрута кураре. Крім того, відповідно до медичного висновку, лікарі дійсно виявили на витягнутій з шиї Леніна кулі хрестоподібний надріз. Однак, навіть якщо припустити, що отрута насправді була на кулі, її властивості були знищені високою температурою в стволі пістолета, що утворюється при пострілі.

### Результати замаху
В результаті замахів на Леніна і М. С. Урицького вищий орган Радянської влади — ВЦВК — під головуванням Я. М. Свердлова оголосив про початок Червоного терору. Раднарком — Радянський уряд — 5 вересня 1918 року підтвердив це рішення спеціальною постановою.
Ленін одужав дуже швидко. 25 вересня 1918 року він поїхав в Гірки і повернувся до Москви вже 14 жовтня, одразу відновивши політичну діяльність. Перший після замаху публічний виступ Леніна відбувся 22 жовтня 1918 року.

## Інцидент при переїзді Раднаркому з Петрограда до Москви у зв'язку з перенесенням столиці (березень 1918 року)
11 березня 1918 року більшовики перенесли столицю з Петрограду до Москви, побоюючись очікуваного наступу німців. Переїзд урядових органів відбувався в складних умовах: на 11 березня все ще не був остаточно подоланий саботаж залізничників. Для відводу очей про переїзд було оголошено 11 березня, однак фактично переїзд почався на один день раніше, 10 березня о 21:45, і проходив під охороною латиських стрільців під командуванням О. Березиня.
Поїзд з Леніним зустрівся зі їхавшим з фронту ешелоном з озброєними дезертирами. На станції Мала Вішера сталося зіткнення дезертирів чисельністю до 400 матросів та 200 солдатів з чисельно переважаючими їх латиськими стрілками. Латиші роззброїли дезертирів і заблокували «анархістський поїзд». Історик Річард Пайпс у своїй роботі «Більшовики в боротьбі за владу» описував цю подію наступним чином: «Компанія їхала спеціальним поїздом під охороною латиських стрільців. Рано вранці вони натрапили на склад, заповнений дезертирами, і, оскільки наміри останніх були неясні, Бонч-Бруєвич розпорядився зупинити потяг і всіх роззброїти. Потім поїзд рушив далі і прибув до Москви пізно ввечері».

## Спроба теракту у вересні 1919 року
За даними дослідника Савченко В. А., підпільна анархістська група на чолі з Нікіфоровою М. Р. («Марусею») влітку 1919 року почала розробляти плани замахів на Леніна і Троцького. Анархісти під гаслом початку «динамітної війни з Раднаркомом і ЧК» підірвали 25 вересня 1919 року будівлю Московського парткому, в якому очікувався виступ Леніна. Проте Ленін спізнився на відкриття пленуму парткому, і ніяк не постраждав. Разом з тим під час теракту загинув голова парткому Загорський В. М. і ще 11 людей отримали поранення Бухарін, Ярославський і ряд інших відомих більшовицьких діячів, в загалом близько 55 осіб.
На жовтневі свята 1919 року анархісти планували підірвати Кремль, проте вся організація була розкрита ВЧК і практично повністю арештована, сім чоловік розстріляні. Сама Нікіфорова («Маруся») до цього часу вже була повішена білогвардійцями в Севастополі; імовірно вона збиралася підірвати ставку генерала Денікіна.